# August Mühlebach
August Mühlebach (* 8. August 1872 in Baden; † 6. Februar 1934 in Brugg; heimatberechtigt in Tegerfelden) war ein Schweizer Politiker (KVP), Landwirt und Agrarwissenschaftler. Von 1930 bis zu seinem Tod vertrat er den Kanton Aargau im Nationalrat.

## Biografie
Der Sohn des Lehrers und Landwirts Johann Georg Mühlebach wuchs in Cham und Knonau auf. Er besuchte die Sekundarschule in Cham und die Landwirtschaftsschule in Brugg, danach arbeitete er sechs Jahre lang auf dem väterlichen Bauernhof in Knonau. Erst als er 25 Jahre alt war, konnte er sein Ziel verwirklichen, ein Studium an der ETH Zürich. Dieses schloss er 1900 mit dem Diplom als Ingenieur-Agronom ab, woraufhin er für ein Semester an die Universität Göttingen ging, um sich in den Bereichen Milchwirtschaft und Viehzucht weiterzubilden.
Mühlebach übernahm 1901 in der Steiermark das Amt des Landesinspektors für Tierzucht und Molkerei. Nur ein Jahr später übertrug ihm die bayerische Regierung die Leitung der Land- und Forstwirtschaftsschule in Immenstadt. 1904 zog er in den Kanton Thurgau, wo ihm die Kantonsregierung mit dem Aufbau der in diesem Jahr gegründeten Landwirtschaftsschule Arenenberg in Salenstein beauftragte. Unter Mühlebachs Führung wurde die Schule um einen Musterbetrieb und eine milchwirtschaftliche Station ergänzt. Daneben war er Präsident des Thurgauer Bauernverbandes, Chefredaktor des Ostschweizer Landwirts und Geschäftsführer des Verbandes thurgauischer Käserei- und Milchgenossenschaften.
1919 kehrte Mühlebach an die Landwirtschaftsschule in Brugg zurück und war dort als Lehrer für Tierzucht und stellvertretender Rektor tätig. Er engagierte sich weiterhin in mehreren landwirtschaftlichen Fachverbänden, Genossenschaften und Kommissionen. Als Kandidat der Konservativen Volkspartei (später CVP, heutige Die Mitte) wurde er 1930 in den Nationalrat gewählt, dem er bis zu seinem Tod angehörte. Im Parlament widmete er sich vor allem der Agrarpolitik.